# Lauta
Lauta (alt sòrab: Łuty) és un municipi alemany que pertany a l'estat de Saxònia. Es troba a 10 kilòmetres a l'oest de Hoyerswerda i a 10 kilòmetres al sud-est de Senftenberg